# Clubiona straminea
Clubiona straminea är en spindelart som beskrevs av O. Pickard-Cambridge 1872. Clubiona straminea ingår i släktet Clubiona och familjen säckspindlar.
Artens utbredningsområde är Israel. Inga underarter finns listade i Catalogue of Life.